# Euphémé (lune)
Pour les articles homonymes, voir Euphémé.
Jupiter LX Euphémé (désignation internationale Eupheme), désignation provisoire S/2003 J 3, est un satellite naturel de Jupiter.

## Caractéristiques physiques
Euphémé est un petit satellite. Selon l'équipe qui l'a découvert, il mesurerait 2 km de diamètre. Ses autres caractéristiques ne sont pas connues.

## Orbite
Euphémé pourrait appartenir au groupe d'Ananké, un groupe de satellites rétrogrades qui orbitent autour de Jupiter sur des demi-grands axes compris entre 19 300 000  et   22 700 000 km et des inclinaison de 145,7° à 154,8° par rapport à l'équateur de Jupiter. Ses éléments orbitaux n'étant pas connus avec précision, cette appartenance n'est pas déterminée de façon définitive.

Diagramme illustrant l'orbite des satellites irréguliers de Jupiter. Le groupe d'Ananke est visible sur le centre-gauche.
Diagramme illustrant l'inclinaison des quatre principaux membres du groupe d'Ananke en fonction du demi-grand axe.

## Historique

### Découverte
Euphémé fut découvert en 2003 par Scott S. Sheppard, David Jewitt, Jan Kleyna, Yanga R. Fernández et Henry H. Hsieh. Sa découverte fut annoncée le 4 mars 2003 en même temps que celle de six autres satellites de Jupiter.

### Dénomination
Jusqu'en 2017, la lune est désignée par sa désignation provisoire S/2003 J 3, indiquant qu'elle fut le 3e satellite à être découvert autour de Jupiter en 2003.
Le 15 juillet 2017, le Centre des planètes mineures publie la circulaire électronique 2017-N78, cette dernière présentant la réobservation de la lune entre le 24 février et le 18 juin 2017.
La lune reçoit finalement la désignation systématique Jupiter LX le 5 octobre 2017 dans la circulaire sur les planètes mineures no 106505.

## Nom
Elle a été nommée en 2019 d'après Euphémé, l'esprit grec ancien des mots de bon augure, des louanges, des acclamations, des cris de triomphe et des applaudissements, fille d'Héphaïstos et d'Aglaé et petite-fille de Zeus. Le nom a été suggéré par l'utilisateur de Twitter Lunartic (@iamalunartic) lors d'un concours de dénomination organisé par le Carnegie Institute sur le réseau social, qui a parallèlement contribué à nommer une autre lune jovienne Philophrosyne,,.